# Las estratagemas de Dios
Las estratagemas de Dios es una colección de 8 relatos escritos por Ernesto de la Peña. Fue el primer libro publicado por el autor y ganó el Premio Xavier Villaurrutia en 1988.

Cada relato es como un disparo lúdico. Brevedad que espolea, inquieta y fascina al unísono (...) Hay complicidad entre su ficción y su cultura que desliza como reflejo condicionado al ritmo impecable y preciso de su amado español.
María Luisa Tavernier

La temática general del libro es la mística. En él se percibe la presencia de las tradiciones abrahámicas, budistas , hinduistas incluso zoroastristas. Su agudo sentido del humor se manifiesta en la creación de personajes con atributos divinos. Como se advierte al leer las primeras líneas de Receta para la confección de ángeles:

Tómese un dios que ame las jerarquías y un teólogo asesor que las defina. Constrúyase un modelo a escala de los siete cielos.

No deje de rodearlo de un cíngulo de estrellas fijas y remátelo con un lugar llamado Empíreo. Piense y, de ser posible, sienta la música de las esferas y perciba los arquetipos de Platón.
Ernesto de la Peña

La obra comprende los siguientes relatos:
1. Apólogo
2. El único y su propiedad
3. Receta para la confección de ángeles
4. La victoria de Simón mago
5. Fórmula expedita para la comprensión divina
6. El viaje estival del doctor Fausto
7. Anselmo, inventor de hoyos negros
8. Viaje invernal de Johannes Faustus Masskil